# Виктор Булатов
Виктор Булатов е руски треньор по футбол и бивш футболист, полузащитник.
Най-известен като футболист е с изявите си в московските клубове „Торпедо“ и „Спартак“. Има 6 мача за руския национален отбор, треньор на „Арсенал“, Тула.

## Кариера
Започва кариерата си в „Звезда“, Москва. По-късно играе за „Волгар“, Астрахан.
През 1992 г. е сред първите играчи по футзал (минифутбол) в Русия, след като в родния му град Челябинск е създаден отборът „Феникс“. Печели бронзов медал в шампионата на Русия по футзал.
След края на сезона Виктор решава да се завърне към големия футбол. Треньорът Владимир Юлигин го кани в българския ФК „Димитровград“. Булатов бързо се адаптира в новия си отбор и успява да отбележи 12 гола в 26 мача.
От лятото на 1994 г. играе за „Динамо“, Ставропол. След половин сезон там преминава в „Криля Советов“, Самара. Там е основен играч и от най-важните фигури в състава. През 1998 г. подписва с „Торпедо“, Москва. Става голмайстор на отбора с 9 гола, записва и 9 асистенции. В края на годината дебютира за националния отбор на Русия в контрола с Бразилия, която „Сборная“ губи с 5 – 1.
През 1999 г. Олег Романцев го привлича в „Спартак“, Москва. В състава на „червено-белите“ Булатов става трикратен шампион на Русия, играе полуфинал в Шампионската лига, а през 2000 г. попада под номер 1 в „Списъка на 33-та най-добри“. Изиграва 87 мача и вкарва 7 гола.
След края на сезон 2001 г. Булатов решава, че няма повече сили, за да се задържи в „Спартак“ и се завръща в самарския „Криля Советов“. През 2004 г. преминава в „Терек“, Грозни, където печели първенството и купата на Русия. „Терек“ обаче не успяват да се задържат в премиер-лигата и следващия сезон изпадат, а Булатов напуска.
След това играе за „Алания“, Владикавказ и казахстанския „Астана“.
През 2008 г. подписва със „СКА-Енергия“, Хабаровск, като е играещ помощник-треньор. В началото на 2009 г. е старши треньор на „Ника“, Москва. На 4 юни 2009 г. възобновява кариерата си в „Торпедо“, Москва, играещо по това време в ЛФЛ. Скоро обаче Булатов предпочита да работи в треньорския щаб на „Черноморец“, Новоросийск.
В края на 2009 г. поема отбора на „Днепър“, Смоленск. Под негово ръководство през сезон 2011/12 отборът завършва на 4-та позиция във Втора дивизия. След края на сезона Булатов напуска поради конфликт с ръководството на клуба. След това за кратко е помощник-треньор в „Химки“, а от октомври 2012 г. е старши треньор на „Зенит“ (Пенза).